# 世续
世续（1852年—1921年），字伯轩，索勒豁金氏，隶内务府满洲正黄旗。清末军机大臣。

## 生平
光绪元年（1875年）举人，历任内务府郎中，擢武备院卿，授内阁学士。光绪二十二年（1896年），为总管内务府大臣兼工部侍郎。光绪二十六年（1900年），八国联军入京，两宫西狩，世续留京联络联军，保护内宫和坛庙。两宫回銮，赏黄马褂，转吏部兼都统。
光绪三十二年（1906年），命为军机大臣。历转文华殿大学士，充宪政编查馆参预政务大臣。在慈禧太后和光绪帝死后，独言国事艰危，宜立长君，但未被采纳。宣统改元，因病告假。宣统三年（1911年）三月，任资政院总裁，曾代表议员提出解散庆亲王内阁，另组新内阁。九月免。十月，再任总管内务府大臣。辛亥革命起事，首先赞成宣统逊位。隆裕太后令其磋商优待条件，授太保。
民国后接修清崇陵工程，加太傅。1917年张勋复辟，惧祸及，力阻之。事变亟，入宿卫，并以殓服自随。编纂《德宗实录》，书成之时，已病不能起。
民国十年（1921年）病逝，享年六十九。溥仪追赠太师，谥文端。

## 軼事
- 宣統二年（1910年）八月，鍾郡王載濤主張停止剃髮留辮，說服了哥哥攝政王载沣；世續公認倔強頑固，對此說道：「去髮之後中國未必亡，然大清國卻是已經亡了」，反對剪辮。《時報》因而譏諷道：「大清足以保存之國粹，僅有一髮辮，實為侮滅朝廷之尤。」[2]

## 延伸阅读
[在维基数据编辑]
 《清史稿/卷472》，出自趙爾巽《清史稿》